# Fotolitografia (electrònica)

Fig.1 Il·lustració simplificada del gravat en sec usant fotolitografia sobre semiconductor (no està a escala).

Fotolitografia (també, litografia òptica o litografia UV), en electrònica, és un procés utilitzat en microfabricació mitjançant l'estampació fotoquímica sobre un substrat de silici anomenat oblia. La fotolitografia fa servir la llum per transferir un model geomètric extremadament petit des d'una fotomàscara a un substrat sensible a la llum. Aleshores s'hi apliquen tot un seguit de processos de deposició o gravat, Per exemple, un circuit CMOS es pot processar fins a 50 cicles fotolítics. Només pot processar superfícies planes 2D i necessita una atmosfera extremadament neta (sala blanca).

## Procediment
| Fase                        | Descripció                                                                        |
| --------------------------- | --------------------------------------------------------------------------------- |
| Neteja                      | Mitjançant un tractament químic; per exemple, segons la norma RCA clean           |
| Preparació                  | Es diposita l'oblia a 150 °C durant 10 minuts.                                    |
| Aplicació fotoresistiva     | Aplicació d'una pel·lícula fotoresistiva mitjançant centrifugació (spin coating). |
| Exposició i desenvolupament | Exposició de la matriu a revelar/insolar a una llum molt intensa.                 |
| Gravat                      | Eliminació de les parts sense insolar amb agents químics                          |
| Eliminació fotoresistiva    | Neteja de residus fotosensibles.                                                  |